# Slag bij Gerona
De Slag bij Gerona werd op 20 en 21 juni 1808 uitgevochten tussen het Franse keizerlijke leger en de Spaanse divisie van Gerona die onder leiding stond van de luitenant-kolonels O'Donovan en O'Daly tijdens de Spaanse Onafhankelijkheidsoorlog.

## Aanloop
In februari 1808 was Napoleon Bonaparte druk bezig het Spaanse Koninkrijk aan zijn groeiende rijk toe te voegen. Hiervoor moesten enkele belangrijke steden in de handen zijn van het Franse leger. Generaal Giuseppe Lechi kreeg de stad Barcelona toegewezen. In mei van dat jaar kwam de Spaanse bevolking in opstand tegen de bezetter en braken er overal in het land opstanden uit. In de zomer van 1808 lag Guillaume Philibert Duhesme met een groot leger gelegerd in Barcelona en hij kreeg de opdracht om de opstanden in Catalonië de kop in te drukken.
Het leger werd opgedeeld tussen verschillende commandanten om de opstand snel en doeltreffend neer te slaan. Toen generaal Schwarz bij El Bruc werd verslagen door de lokale milities zag men pas de ernst van de opstand pas in.

## Slag
Om te voorkomen dat Duhesme geïsoleerd zou raken marcheerde hij noordwaarts richting Gerona. Bij de plaats Mataró leverde hij slag met een Spaans militantenleger. Op 20 juni kwam het Franse leger bij Gerona aan en Duhesme ging al snel over tot het aanvallen van de bastions van de stad en hiervoor koos hij de oostkant. Op de eerste dag werd het Franse leger verrassend tegengeslagen door de kleine Spaanse divisie.
In de nacht werd een nieuwe poging genomen om de stad in te nemen. Ditmaal was de punt van de aanval gericht op het bastion Santa Clara aan de westoever. De Spaanse soldaten werden totaal verrast, maar de aanvallers konden hun voordeel niet uitbuiten doordat de versterkingen aan Spaanse kant erop tijd bij waren. In de ochtend gaf Duhesme de orders om de stad voor de derde maal aan te vallen. Opnieuw werden de Fransen teruggeslagen en uiteindelijk besloot Duhesme om de aftocht te blazen.

## Nasleep
Duhesme trok zich terug naar Barcelona en hield een divisie in Mataró achter. Uiteindelijk kreeg Duhesme in Barcelona versterking van de pas benoemde generaal Honoré Charles Reille. Toen deze bezig was de plaats Roses aan te vallen en wat dreigde uit te lopen op een nieuw verlies. Trok Duhesme opnieuw naar Gerona op en sloeg daar een beleg op.